# Mosquée Fatima-Khatoun
La mosquée Fatima-Khatoun (en arabe : جامع جنين الكبير) ou grande mosquée de Jénine (جامع جنين الكبير) est la principale mosquée de la ville de Jénine, en Cisjordanie. Elle est jouxtée par l'école de filles Fatima-Khatoun, toujours en activité.

## Historique
À l'emplacement de l'actuel édifice se trouvait une mosquée en ruines datant de l'an 636. Elle est rénovée sous l'ère mamelouke au XIVe siècle mais tombe une nouvelle fois en ruines,.
La mosquée actuelle est fondée en 1566 par Fatima Khatoun, l'épouse de Lala Mustafa Pacha, le gouverneur bosniaque de Damas sous le règne du sultan ottoman Soliman le Magnifique. Fatima Khatoun visite plusieurs fois la région et apprécie particulièrement Jénine sur la route de ses pèlerinages à Jérusalem. Elle décide ainsi de faire construire une nouvelle mosquée sur les ruines de l'ancienne se trouvant au centre-ville de Jénine.
De nombreux dons de biens (waqf), dont un bain public (hammam) et de nombreux commerces alentour, servent au financement de la mosquée.
La mosquée Fatima-Khatoun est aujourd'hui le plus grand lieu de culte musulman de Jénine.